# Kurterartige
Die Kurterartigen (Kurtiformes) sind eine Knochenfischordnung aus der Gruppe der Barschverwandten (Percomorphaceae). Es sind meist kleine Fische, die bodenbewohnend oder bodennah im küstennahen Meer, seltener im Brackwasser oder in küstennahen Süßgewässern, leben. Zu den Kurtiformes gehören nur zwei Fischfamilien, die namensgebenden Kurter (Kurtidae) und die Kardinalbarsche (Apogonidae) mit über 25 Gattungen und etwa 350 Arten. Die nahe Verwandtschaft dieser beiden Familien gründet sich heute ausschließlich auf molekularbiologische Untersuchungen. Die Schwestergruppe der Kurtiformes sind die Grundelartigen (Gobiiformes).

## Merkmale
Sowohl Kurter als auch Kardinalbarsche sind seitlich abgeflachte und fast immer mehr oder weniger hochrückige Fische. Fraser kann bei seiner Beschreibung der Kardinalbarschgattung Taeniamia keine gemeinsamen Merkmale der beiden Fischgruppen erkennen, aber schon 1993 bemerkte der amerikanische Ichthyologe G. David Johnson eine bemerkenswerte Ähnlichkeit zwischen den oberen Kiemenrechenelementen (dorsal gill-arch elements) von Kurtus und denen der Kardinalbarsche. Der russische Ichthyologe A. M. Prokofiev wies 2006 auf die ähnlichen Bauchrippen und Afterflossenpterygiophoren von Kurtus und einer Kardinalfischart (Archamia bleekeri) hin und vermutete eine enge Verwandtschaft der Fische. Ein weiteres gemeinsames Merkmal sind die mit Filamenten ausgestatteten Eier, die dadurch zu einer lockeren Masse miteinander verbunden werden und so von den Kurtus-Männchen an ihrem Supraoccipitalhöcker am Hinterkopf bis zum Schlupf der Jungfische mitgeführt werden können, während der verbundene Eiklumpen den männlichen Kardinalbarschen das Maulbrüten erleichtert.